# Богдан Якимов
Богдан Якимов Ангелов е български революционер, деец на Вътрешната македоно-одринска революционна организация.

## Биография
Богдан Якимов е роден в 1869 година в паланечкото българско село Гиновци, тогава в Османската империя, днес в Северна Македония. Присъединява се към ВМОРО и е четник на организацията. При избухването на Балканската война в 1912 година е доброволец в Македоно-одринското опълчение и служи в четата на Трайко Павлов, и в 3-та рота на 1-а дебърска дружина. Взима участие в Първата световна война, като служи в 4-та рота на 61-ви пехотен полк. Тежко ранен е в лявото око, което загубва. Носител на орден „За храброст“ IV степен от Първата световна война.
На 27 февруари 1943 година като жител на Ранковци, подава молба за българска народна пенсия, която е одобрена и пенсията е отпусната от Министерския съвет на Царство България.